# Nyoshül Khenpo Rinpoché
Nyoshul Khenpo Rinpoché (13 juillet 1932-27 août 1999 en Dordogne), aussi Nyoshul Khenpo Jamyang Dorje (tibétain : སྨྱོ་ཤུལ་མཁན་པོ་འཇམ་དབྱངས་རྡོ་རྗེ་, Wylie : smyo shul mkhan po 'jam dbyangs rdo rje), est un lama tibétain né dans la région de Derge du Kham,. 

## Biographie
Nyoshul Khenpo Rinpoche est né en 1932 dans la région de Derge, Kham, Tibet. À l'âge de cinq ans, il a rejoint un monastère Sakya, où il a commencé ses études bouddhistes. À dix-sept ans, il a étudié les enseignements du Longchen Nyingthik et Dzogchen au monastère de Nyoshul. Au moment du soulèvement tibétain de 1959, quand il avait vingt-sept ans, sous le feu des Chinois, il s'est enfui en Inde avec 70 personnes, mais seulement cinq arrivèrent,. 
En Inde, il a étudié sous la direction de Jigdral Yeshe Dorje (2e Kyabjé Dudjom Rinpoché), Dilgo Khyentse Rinpoché, et le 16e Karmapa (Rangjung Rigpe Dorje).
Parmi ses étudiants, se trouvent Surya Das (en), et Sogyal Rinpoché.
Il est mort le 27 août 1999 à Antamnies en Dordogne où il est resté quelques jours en méditation post-mortem de thukdam.